# Mundsburger Brücke
Die Mundsburger Brücke ist eine Straßenbrücke, die die Hamburger Stadtteile Hohenfelde und Uhlenhorst verbindet. Mit 55 Metern Breite ist sie die breiteste Straßenbrücke in Hamburg. Mit der im Jahr 1871 erbauten Brücke quert der Mundsburger Damm, von dem genau an dieser Stelle die Papenhuder Straße abzweigt, den Mundsburger Kanal.

## Bau
Wer für den Bau verantwortlich war, ist nicht überliefert. Der städtische Bauingenieur und als Leiter des Brückenamts für den Hamburger Brückenbau zuständige Johann Hermann Maack, der 1868 verstarb, hatte sich vermutlich vor seinem Tod mit den Planungen beschäftigt. Franz Andreas Meyer, der als Oberingenieur für „die Ingenieurbauten der Stadt und des Gebietes, einschließlich des dazugehörigen Wasser- und Brückenbaus“ zuständig war, trat sein Amt erst 1872 an. Die Mundsburger Brücke wird daher häufig seinem Vorgänger Christian Wilhelm Plath (1820–1894) zugeschrieben.

## Brücke oder Tunnel?
Bei der Mundsburger Brücke handelt sich um eine Gewölbebrücke aus Beton und Ziegelmauerwerk. An den Widerlagern der Mundsburger Brücke erinnern nautische Ornamente daran, dass Seefahrt und Handel Hamburg geprägt haben. Der Mundsburger Brücke fehlen in der Breite 15 Meter, um als Tunnel gelten zu können, weshalb sie bereits während des Baus als „Große Brücke“ bezeichnet wurde. Bis zum Jahr 1975 befand sich auf der Hohenfelder Seite ein Anleger für Alsterdampfer. Zurzeit befinden sich auf dem ehemaligen Anleger und in den gegenüberliegenden Kasematten zwei Restaurants.

## Denkmal
Die Mundsburger Brücke ist mit der Nummer 21694 von der Hamburger Behörde für Kultur und Medien als Kulturdenkmal registriert.